# JVOZ
JVOZ is een in 2004 opgerichte amateurvoetbalvereniging uit Vlissingen, Zeeland, Nederland. De club is een jeugdopleiding voor talenten uit de regio Zeeland. Het speelt zijn wedstrijden op Sportpark Irislaan, dat het deelt met VC Vlissingen.
De club heeft geen standaardelftal.

## Geschiedenis
JVOZ werd opgericht in 2004 door Dolf Roks en Dennis en Gérard de Nooijer, omdat er in de provincie Zeeland geen betaaldvoetbalorganisatie was. De jeugdopleiding werd gestart in Kortgene, maar verplaatste in 2011 naar Vlissingen. De club heeft een samenwerking met het Scheldemond College, waardoor voetbal en school afgestemd kunnen worden. Sinds 2023 heeft JVOZ een samenwerking met Feyenoord.

## Bekende (oud-)spelers
- Yassine Azzagari
- Julius Bliek
- Levi Bouwense
- Rogier van Gogh
- Jan Paul van Hecke
- Dies Janse
- Tika de Jonge
- Daan Klomp
- Dano Lourens
- Godfried Roemeratoe
- Gylermo Siereveld
- Danique Tolhoek
- Marijn Wijkhuijs

GPC Vlissingen · JVOZ · VV RCS · VC Vlissingen · SV Walcheren
Voormalig: Zeeland Sport